# Саймън Престън
Саймън Престън (на английски: Simon Preston) е известен английски органист, диригент и композитор. Бил е органист в Уестминстърското абатство (през периода 1962 – 67 г.). Известен е с изпълненията на произведенията на Йохан Себастиян Бах.